# برومفناک
برومفناک (انگلیسی: Bromfenac) یک داروی ضدالتهاب غیراستروئیدی (NSAID) است که در ایالات متحده آمریکا به عنوان یک محلول چشم پزشکی (با نام‌های تجاری Prolensa و Bromday, نام تجاری فرمول قبلی Xibrom، که ساخت آن متوقف شده‌است) توسط ISTA Pharmaceuticals برای استفاده کوتاه مدت و محلی به بازار عرضه می‌شود. Prolensa و Bromday فرمول یک بار در روز برومفناک هستند، در حالی که Xibrom برای تجویز دو بار در روز تایید شده‌است. در اتحادیه اروپا، نام تجاری آن Yellox است. برومفناک برای درمان التهاب و درد چشم پس از جراحی آب مروارید نشان داده شده‌است.

## کاربرد پزشکی
برومفناک برای درمان التهاب چشمی پس از عمل پس از کشیدن آب مروارید نشان داده شده‌است.
نشان داده شده‌است که این دارو ادم ماکولا و ضخامت شبکیه (شاخص التهاب) را کاهش می‌دهد و حدت بینایی را پس از جراحی بهبود می‌بخشد.

## موارد منع مصرف
برومفناک برای افرادی که واکنش‌های نامطلوب به NSAID‌ها دارند، مانند آسم یا بثورات، منع مصرف دارد.

## عوارض جانبی
قطره چشمی برومفناک عموماً به خوبی تحمل می‌شود. عوارض جانبی نسبتاً رایج در مطالعات بالینی شامل احساس غیرطبیعی در چشم (۰٫۵٪ از افراد تحت درمان با برومفناک)، فرسایش خفیف تا متوسط قرنیه (۰٫۴٪)، خارش چشم (۰٫۴٪)، درد چشم (۰٫۳٪) و قرمزی (۰٫۳٪) بود. عوارض جانبی جدی مانند سوراخ شدن قرنیه در مطالعات گزارش نشده‌است، اما تنها در طی پس از بازاریابی در کمتر از یک بیمار در ۱۰۰۰ بیمار گزارش شده‌است.

## تداخلات
هیچ مطالعه متقابل سیستماتیک انجام نشده‌است. هیچ مورد شناخته شده‌ای از تداخل با قطره‌های چشمی آنتی‌بیوتیک وجود ندارد. سطح پلاسمای خون در طول درمان با برومفناک بسیار پایین می‌ماند، بنابراین تداخل با داروهای خوراکی بعید است.

## فارماکولوژی

### مکانیسم عمل
به عنوان یک NSAID، برومفناک با مهار سنتز پروستاگلاندین با مسدود کردن آنزیم‌های سیکلواکسیژناز (COX) عمل می‌کند. ترجیحاً روی COX-2 تأثیر می‌گذارد و تنها میل ترکیبی کمی برای COX-1 دارد.
برومفناک به خوبی از طریق قرنیه جذب می‌شود و پس از ۱۵۰ تا ۱۸۰ دقیقه به بالاترین غلظت در زلالیه می‌رسد، با نیمه عمر بیولوژیکی ۱٫۴ ساعت و سطوح بالای دارو دست‌کم برای ۱۲ ساعت حفظ می‌شود. عمدتاً در زلالیه و ملتحمه، و بسیار کمتر در عدسی و بدن زجاجیه متمرکز است.
غلظت در پلاسمای خون برای اندازه‌گیری کمی بسیار کم است. ۹۹٫۸ درصد ماده به پروتئین‌های پلاسما متصل می‌شود. آنزیمی که عمدتاً مسئول متابولیزاسیون برومفناک است، CYP2C9 است و متابولیت‌ها شامل لاکتام و چندین ترکیب کونژوگه است. ۸۲٪ از طریق ادرار و ۱۳٪ از طریق مدفوع دفع می‌شود.
درجه بالای نفوذ و قدرت برمفناک را می‌توان به هالوژنه شدن مولکول نسبت داد: با افزودن یک برم، NSAID به شدت چربی دوست می‌شود که اجازه می‌دهد سطح دارو سریع و پایدار در بافت‌های چشمی ایجاد شود.